# Argiolestes simplex
Argiolestes simplex är en trollsländeart som beskrevs av Maurits Anne Lieftinck 1949. Argiolestes simplex ingår i släktet Argiolestes och familjen Megapodagrionidae. IUCN kategoriserar arten globalt som otillräckligt studerad. Inga underarter finns listade i Catalogue of Life.